# Aéroport international de Fortaleza
L’aéroport international de Fortaleza – Pinto Martins (en portugais : Aeroporto internacional Pinto Martins de Fortaleza) (code IATA : FOR • code OACI : SBFZ) dessert la ville de Fortaleza, au Brésil. Il se situe à 6 km du centre-ville et porte aussi le nom du célèbre aviateur brésilien Euclydes Pinto Martins (pt).

## Histoire
Durant la Seconde Guerre mondiale, l'aéroport a servi aux forces alliées. C'est à cette époque qu'une deuxième piste d'atterrissage fut construite.
Le 13 mai 1952, l'aéroport est nommé Pinto Martins en hommage au célèbre aviateur brésilien originaire du Ceará, Euclydes Pinto Martins.
En février 1998, l'aéroport est rénové et possède désormais un tout nouveau terminal de 32 000 m2 pouvant accueillir jusqu'à 6,2 millions de passagers grâce au partenariat entre le gouvernement fédéral brésilien et le gouvernement du Ceará.
En février 1998, un nouveau terminal de passagers a été ouvert dans la zone sud. Le 31 août 2009, Infraero a dévoilé un plan d'investissement de 525 millions de BRL (276,6 millions de dollars américains, 193,8 millions d'euros) pour moderniser l'aéroport international en vue des préparatifs de la Coupe du Monde de la FIFA 2014 au Brésil, Fortaleza étant l'un des villes de lieux. L'investissement a été réparti dans la rénovation et l'agrandissement du terminal des passagers, de l'aire de trafic et du stationnement dont l'achèvement est prévu pour novembre 2013, mais qui a été abandonné. Juste une tente amovible a été faite.
Grâce à un partenariat entre Infraero, le gouvernement fédéral et le gouvernement de l'État, le terminal passagers de 35 000 m2 a été construit dans le sud, inauguré en février 1998 par le gouverneur Tasso Jereissati, avec une capacité de 3,8 millions de passagers par an. systèmes, étant classifié comme International en 1997 (Portaria 393 GM5, du 9 juin 1997). Il a été mis aux enchères le 16 mars 2017 au consortium Fraport AG de Francfort, en Allemagne, pour 425 millions de réaux pour une utilisation de 30 ans. Parmi les établis dans le contrat est la réforme du terminal actuel et la fin de l'œuvre ci-joint, abandonné par Infraero, ainsi que l'augmentation de la seule piste. De juin 2017 à 2018, les deux sociétés gèrent l'ensemble de l'aéroport, à partir de 2018, elle gère entièrement l'aéroport dans ses opérations. Le contrat signé le 28 juillet 2017 prévoit de renouveler et compléter les investissements d'Infraero pour le terminal passagers et l'allongement de la piste unique.
L'ancien terminal des passagers de l'aéroport de Fortaleza sert de terminal d'aviation générale (TAG), où il exploite de petits taxis aériens, exécutifs et aériens.
L'aéroport est un aimant permanent pour les gens qui regardent comme des passionnés le mouvement des avions, formant des groupes et des organisations comme Spotting SBFZ.
En 2015, LATAM a annoncé la concurrence de l'aéroport de Fortaleza avec les aéroports de Recife et de Natal pour un investissement de liaisons aériennes jusqu'ici rien n'a été accompli.
Air France-KLM et Gol Transportes Aéreos ont annoncé le 25 septembre 2017 un partenariat de cinq vols hebdomadaires vers Fortaleza opérés par Joon et KLM. "Gol" distribue et collecte des passagers sur le réseau aérien brésilien.
Le 7 octobre 2017, un Boeing 737-200, précédemment exploité par TAF Linhas Aéreas et de multiples autres compagnies aériennes, a été abandonné à l'aéroport depuis 2008, a été amené par le ministère allemand des Affaires étrangères en juillet pour environ 24 000 $ US en Allemagne, qu'il pourrait être restauré et présenté comme symbole d'une société libre, invaincue par la terreur. Cet avion a été impliqué dans le détournement du vol 181 de la Lufthansa le 13 octobre 1977. L'avion doit être restauré et exposé au musée Dornier à Friedrichshafen à partir de 2019. Autres 7 restants, qui sont B727-200, B737- 200 des mêmes TAF Linhas Aéreas, PT-MTF (737 TAF / Varig), PT-MTC (727 TAF), PR-MTH (737 TAF / Delta Air Lines), PT-MTA (TAF / Aer Lingus), PR-MTD (727 TAF), un PT-WTH (Piper PA-34 Seneca du Département de Police de São Paulo), un PT-SCY (Embraer EMB-110 Bandeirante de Funceme).
Le 23 octobre 2017, Stefan Schulte et Andrea Pal, Administrateur, présenteront les Plans et le Projet à partir de février 2018 avec Camilo Santana et Roberto Cláudio, Gouverneur et Maire.
Le mardi 2 janvier 2018, Infraero a remis les clés des aéroports de Fortaleza et Porto Alegre à Fraport. Le concessionnaire allemand commence à mettre en œuvre des améliorations dans la climatisation, l'éclairage, la signalisation et le WiFi, qui devraient être achevés au premier trimestre de 2018. La société prévoit également, comme prévu dans le Programme d'investissement obligatoire, étendre le terminal et les voies. zone de circulation, et de réaménager le réseau routier de l'aéroport, les deux aéroports recevraient une gestion automatique des bagages, un contrôle de sécurité et de nouveaux ponts d'embarquement. L'achèvement est prévu le 26 octobre 2019. Dans un communiqué, la société informe que des investissements minimums de 600 millions de reais sont prévus dans chaque aéroport, avec une augmentation de 5% dans la circulation des passagers.
Ils ont été résumés sous la direction de Fraport, en échange de lumières dans le réservoir d'eau, le nettoyage des toilettes, l'augmentation d'Internet de 400 Mo/s à 1 Go/s, la réparation des escaliers mécaniques et des ascenseurs, du couloir principal et la fermeture du belvédère pour installer ses propres bureaux. Le 27 avril 2018, le juge avait inspecté le bâtiment inachevé et demandé un seau de gravier, de ciment et de pelle pour symboliser le début de la construction de l'extension du terminal de deux étages, qui pourrait gérer 15 autres avions avec de nouveaux ponts piliers sur le côté est du terminal passager actuel.

### Situation
| \| 200 km1:42 212 000 \| São Paulo-Guarulhos São Paulo-Congonhas Brasília Rio-Galeão Belo Horizonte Campinas Rio-Santos-Dumont Recife Porto Alegre Salvador Fortaleza Curitiba Florianópolis Belém Vitória Goiânia Manaus Navegantes |
| 200 km1:42 212 000 |

### Compagnies et destinations
| Compagnies              | Destinations |
| ----------------------- | --- |
| Air Europa              | Madrid-Barajas |
| Air France              | Paris-Charles de Gaulle |
| Azul Brazilian Airlines | Belém, Belo Horizonte, São Paulo/Campinas, Recife |
| Gol Transportes Aéreos  | - Belém, - Brasília, - Juazeiro do Norte, - Manaus, - Natal, - Recife, - Rio de Janeiro/Galeão, - Salvador de Bahia, - São Luís, - São Paulo/Congonhas, - São Paulo/Guarulhos, - Teresina |
| KLM                     | Amsterdam |
| LATAM Brasil            | - Belém, - Brasília, - Manaus, - Rio de Janeiro/Galeão, - São Paulo/Congonhas, - São Paulo/Guarulhos, - Teresina                                                                          |
| TAP Air Portugal        | Lisbonne-H. Delgado |

Édité le 28/06/2019  Actualisé le 04/09/2021

### En graphique
Le graphique qui aurait dû être présenté ici ne peut pas être affiché car il utilise l'ancienne extension Graph, désactivée pour des questions de sécurité. Des indications pour créer un nouveau graphique avec la nouvelle extension Chart sont disponibles ici.

Voir la requête brute et les sources sur Wikidata.

### Zoom sur l'impact du covid de 2019-2020
Le graphique qui aurait dû être présenté ici ne peut pas être affiché car il utilise l'ancienne extension Graph, désactivée pour des questions de sécurité. Des indications pour créer un nouveau graphique avec la nouvelle extension Chart sont disponibles ici.

Voir la requête brute et les sources sur Wikidata.

#### En tableau
| Année | Total de passagers | % différence | Mouvements d'avions | % différence | Passagers internationaux | Rang au Brésil |
| ----- | ------------------ | ------------ | ------------------- | ------------ | ------------------------ | -------------- |
| 2003  | 1.868.699          | Stable       | 36.486              | Stable       | 156.366                  | 11             |
| 2004  | 2.317.869          | 24.0 %       | 39.618              | 08.5 %       | 252.895                  | 11             |
| 2005  | 2.774.240          | 19.6 %       | 42.537              | 07.3 %       | 249.634                  | 11             |
| 2006  | 3.282.979          | 18.3 %       | 46.567              | 09.4 %       | 268.281                  | 11             |
| 2007  | 3.614.439          | 10.0 %       | 47.226              | 01.4 %       | 267.881                  | 11             |
| 2008  | 3.465.791          | 04.1 %       | 47.703              | 01.0 %       | 242.908                  | 11             |
| 2009  | 4.211.651          | 21.5 %       | 51.861              | 08.7 %       | 223.899                  | 11             |
| 2010  | 5.072.786          | 20.4 %       | 62.570              | 20.6 %       | 229.463                  | 12             |
| 2011  | 5.649.604          | 11.4 %       | 65.853              | 05.2 %       | 232.550                  | 12             |
| 2012  | 5.964.223          | 05.6 %       | 65.388              | 00.7 %       | 199.965                  | 12             |
| 2013  | 5.952.535          | 00.2 %       | 66.819              | 02.6 %       | 207.207                  | 12             |
| 2014  | 6.500.649          | 09.2 %       | 68.695              | 02.8 %       | 222.420                  | 12             |
| 2015  | 6.347.543          | 02.0 %       | 61.556              | 10.0 %       | 219.126                  | 12             |
| 2016  | 5.706.489          | 10.0 %       | 53.133              | 14.0 %       | 224.133                  | 12             |
| 2017  | 5.935.288          | 04.0 %       | 54.177              | 01.7 %       | 247.958                  | 12             |
| 2018  | 6.648.967          | 12.0 %       | 57.465              | 06.0 %       | 406.286                  | 12             |

## Galerie

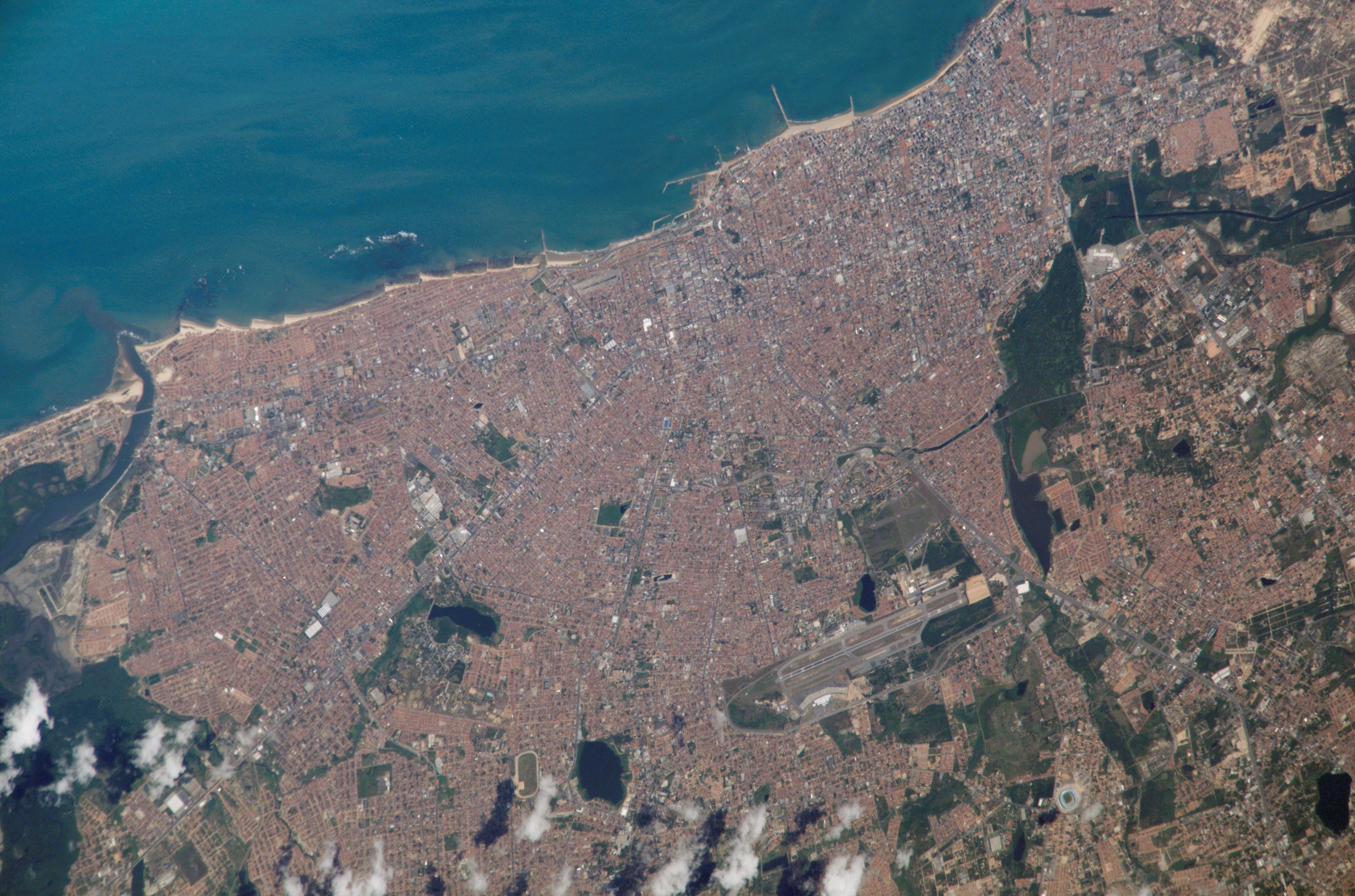
Fortaleza, vue aérienne (centre ville et aéroport)
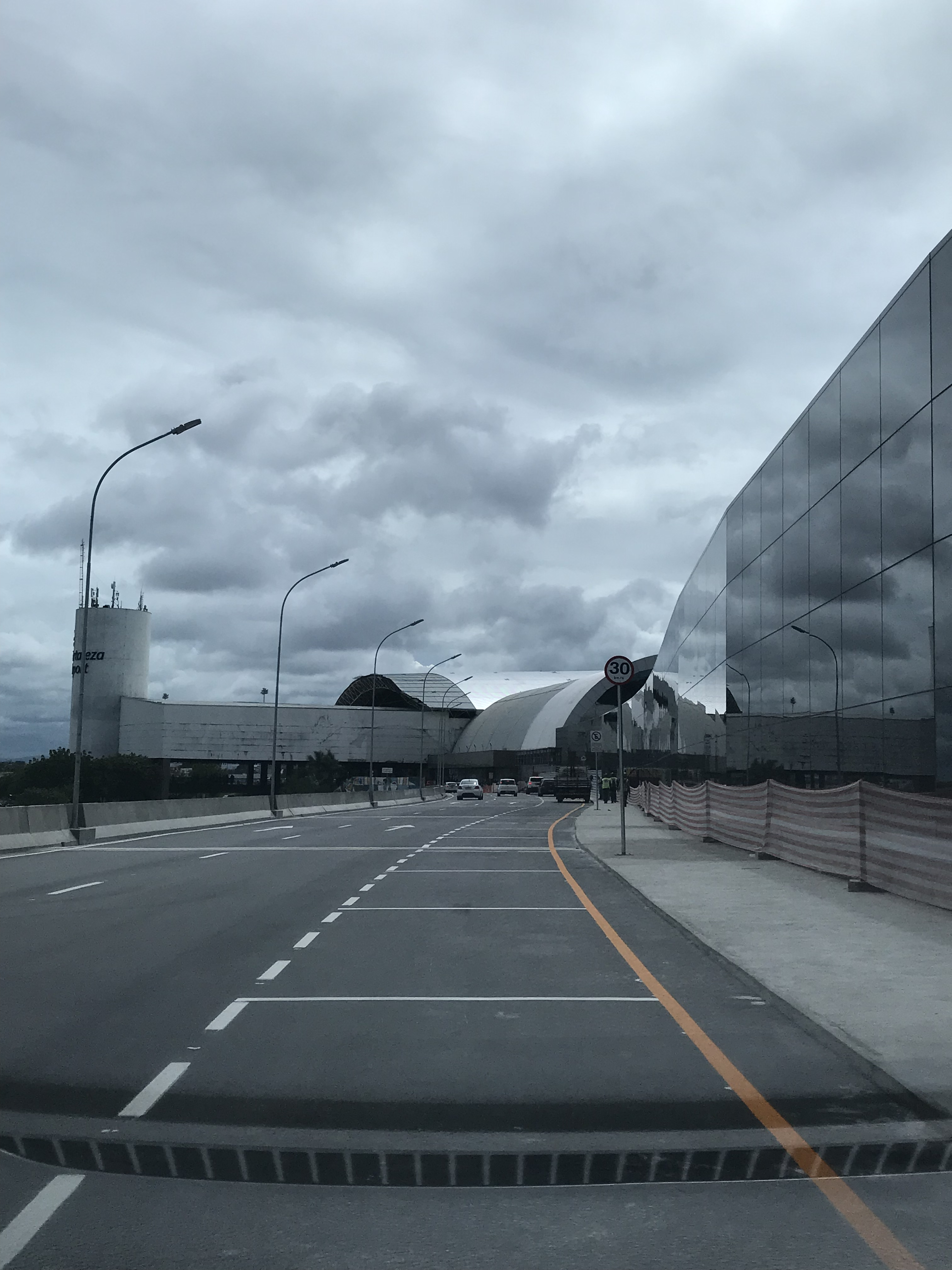
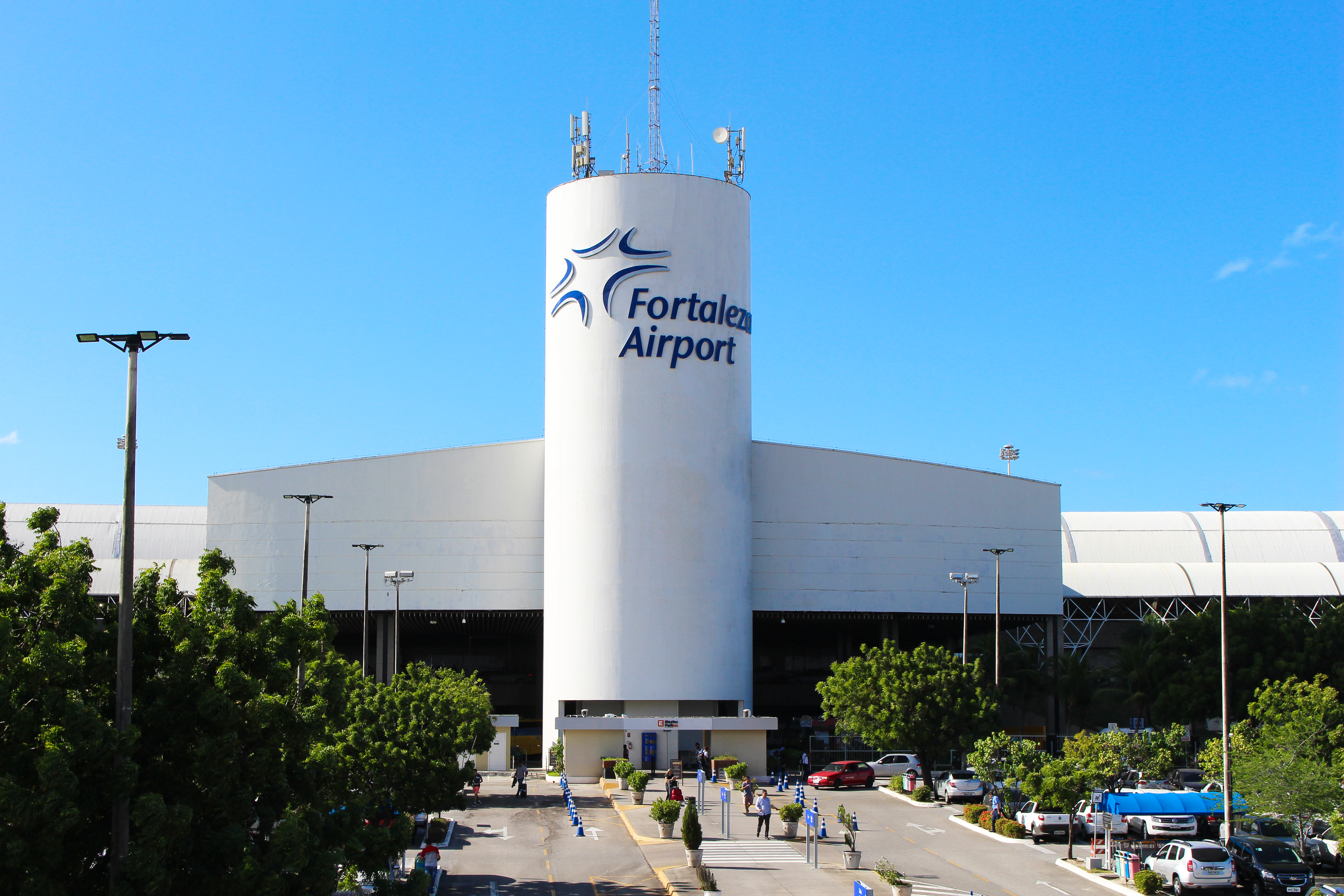
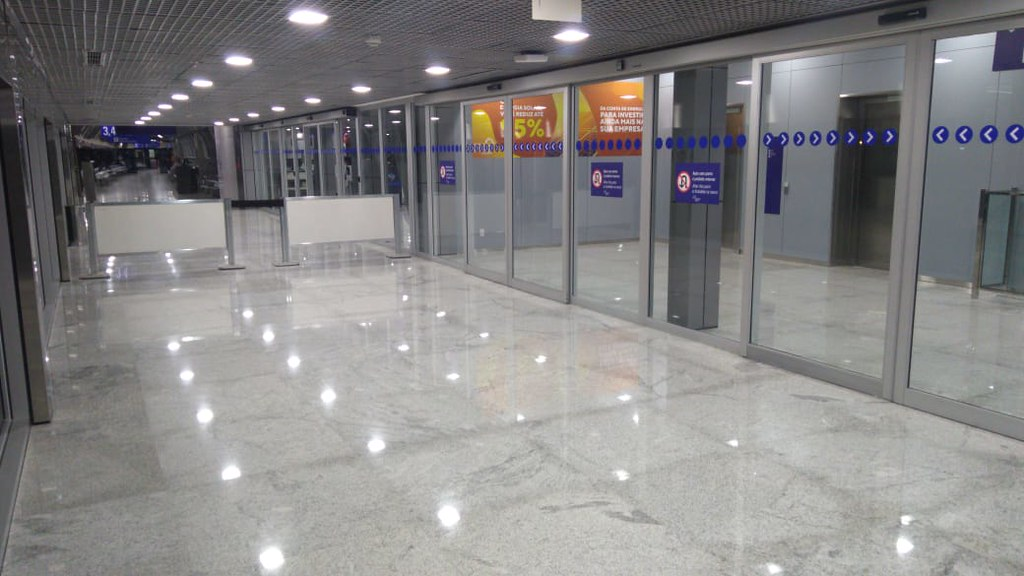
Interieure
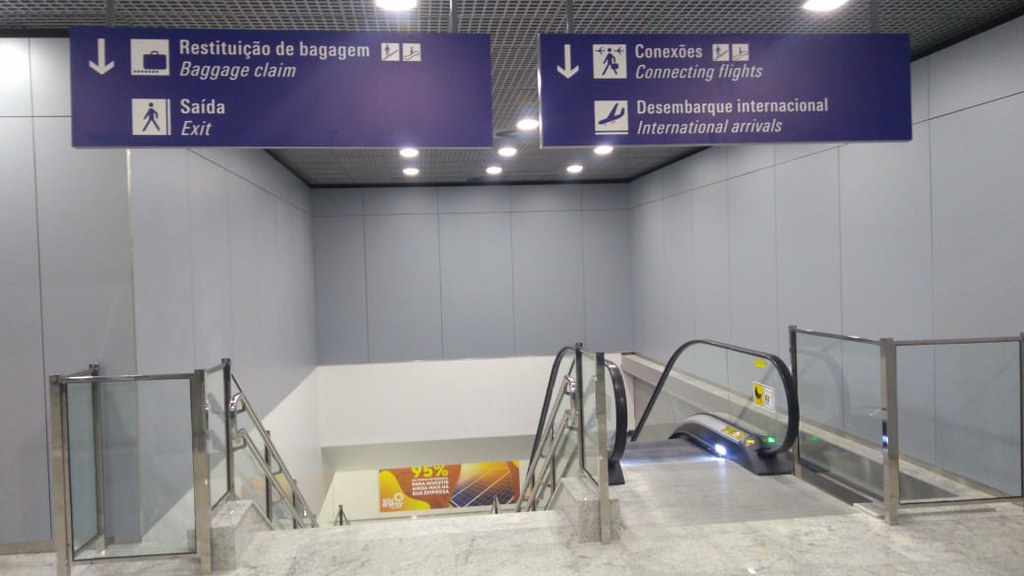
Interieure
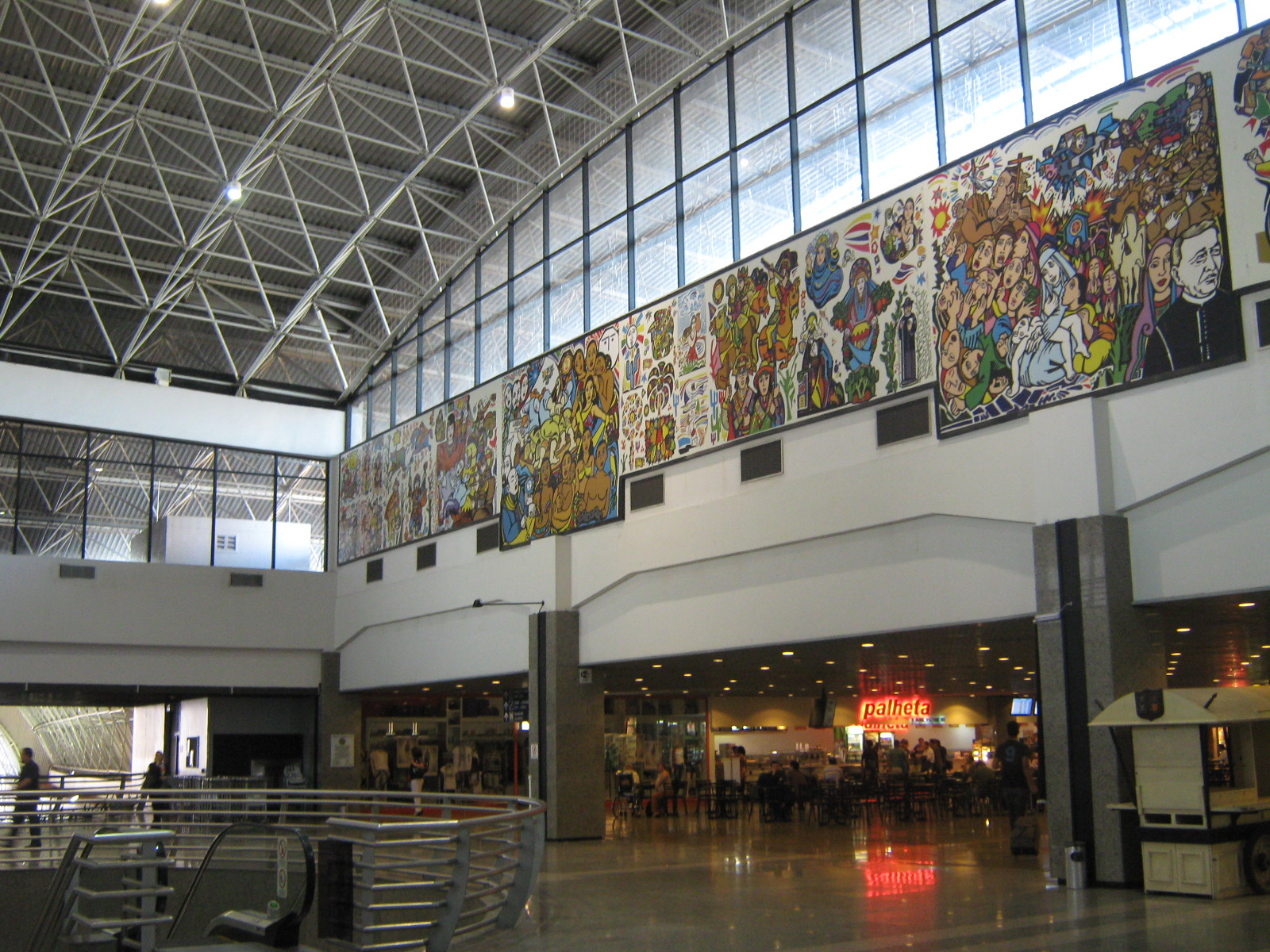
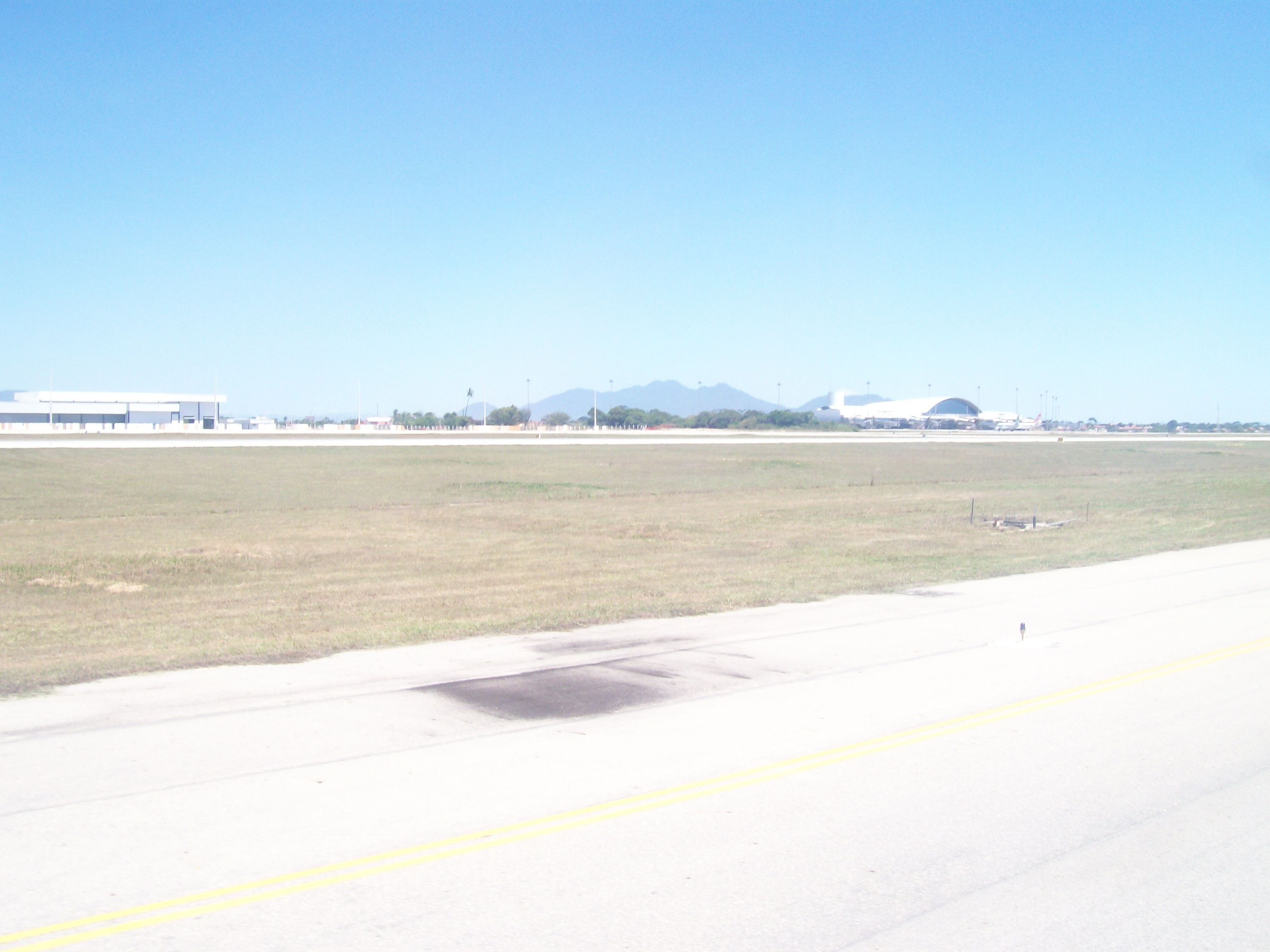
Vue de la Sierra de Maranguape depuis la piste de l'aéroport
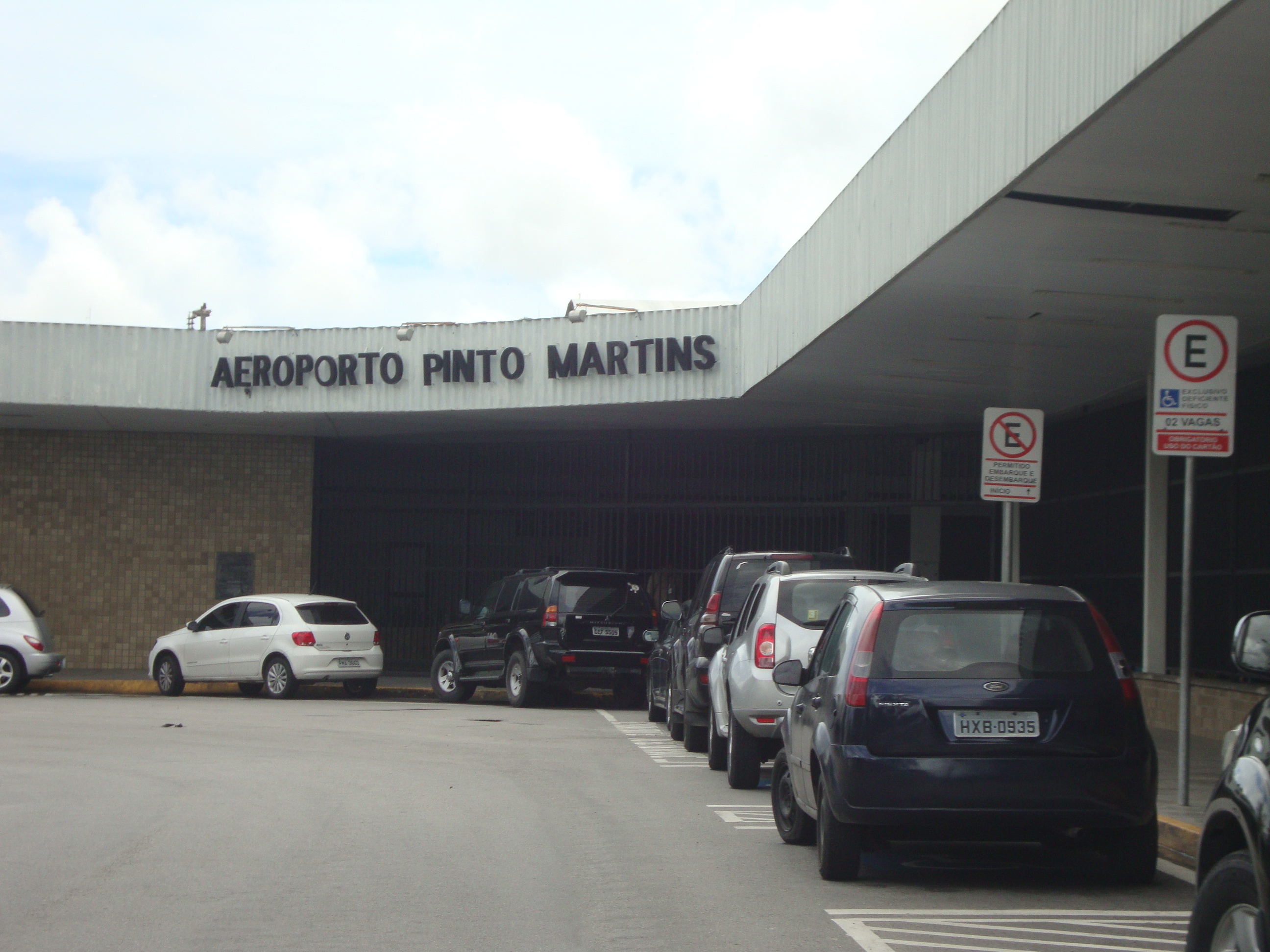
Aéroport de Fortaleza
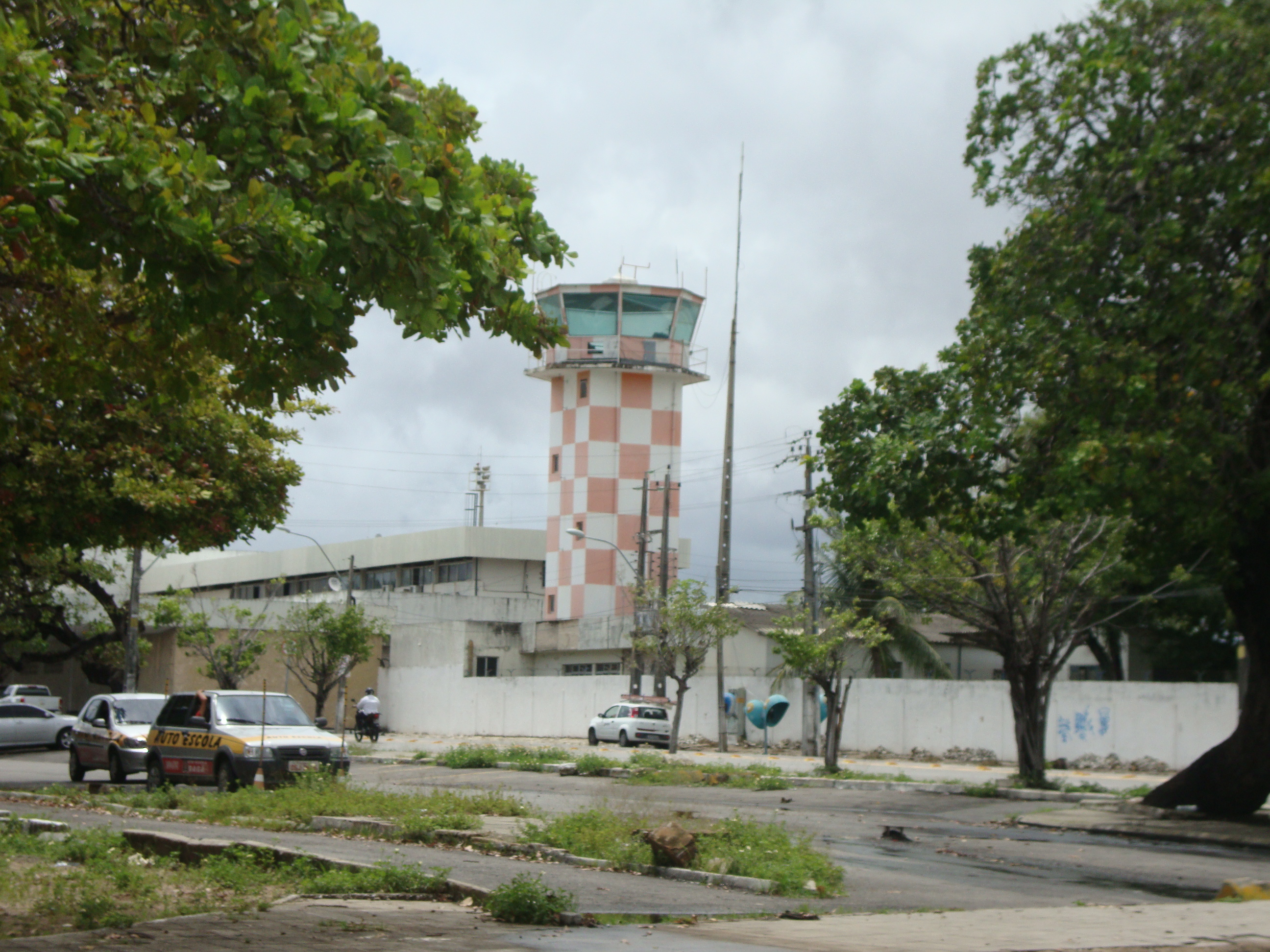
Ancienne tour de l'aéroport de Fortaleza
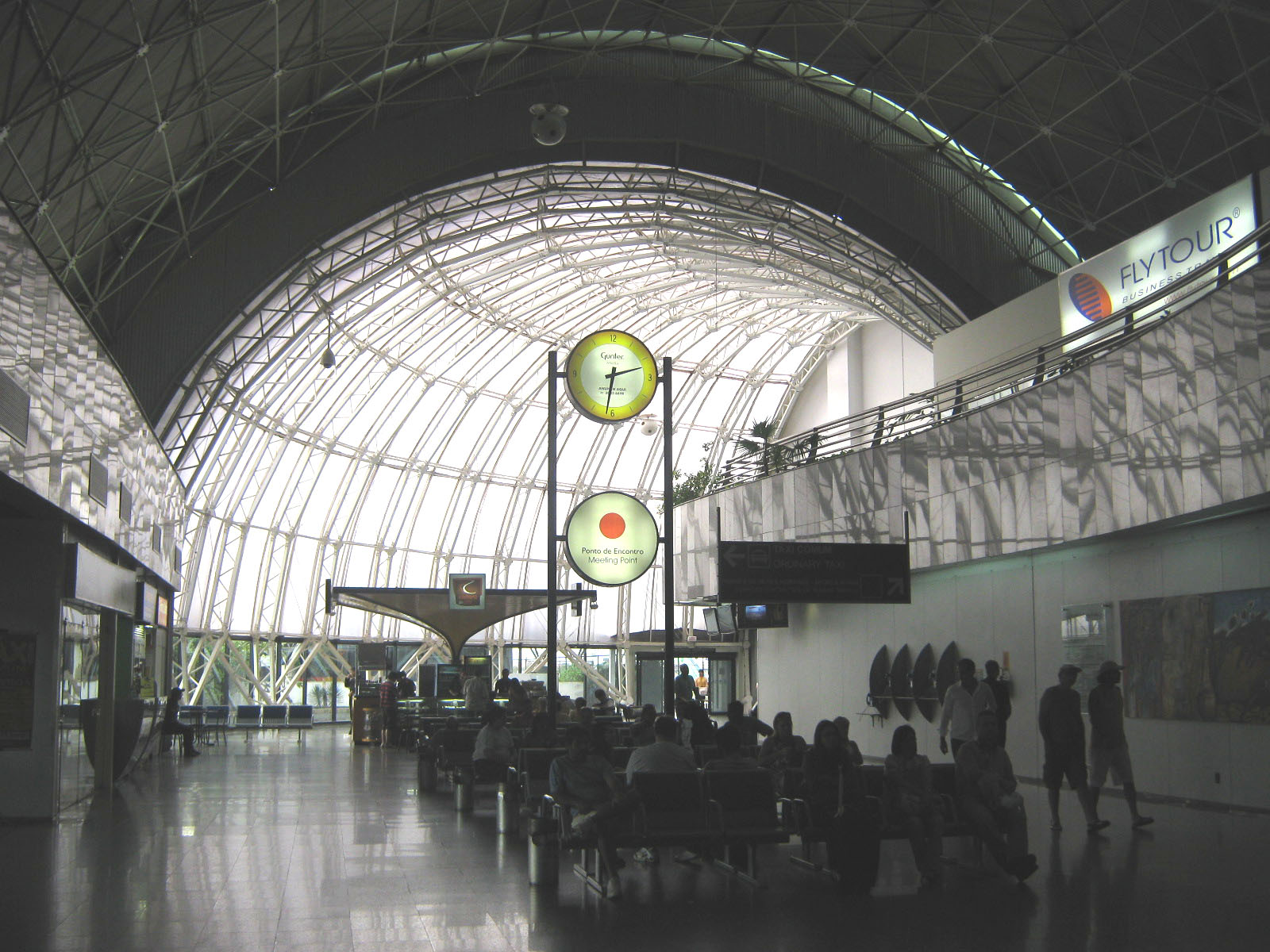
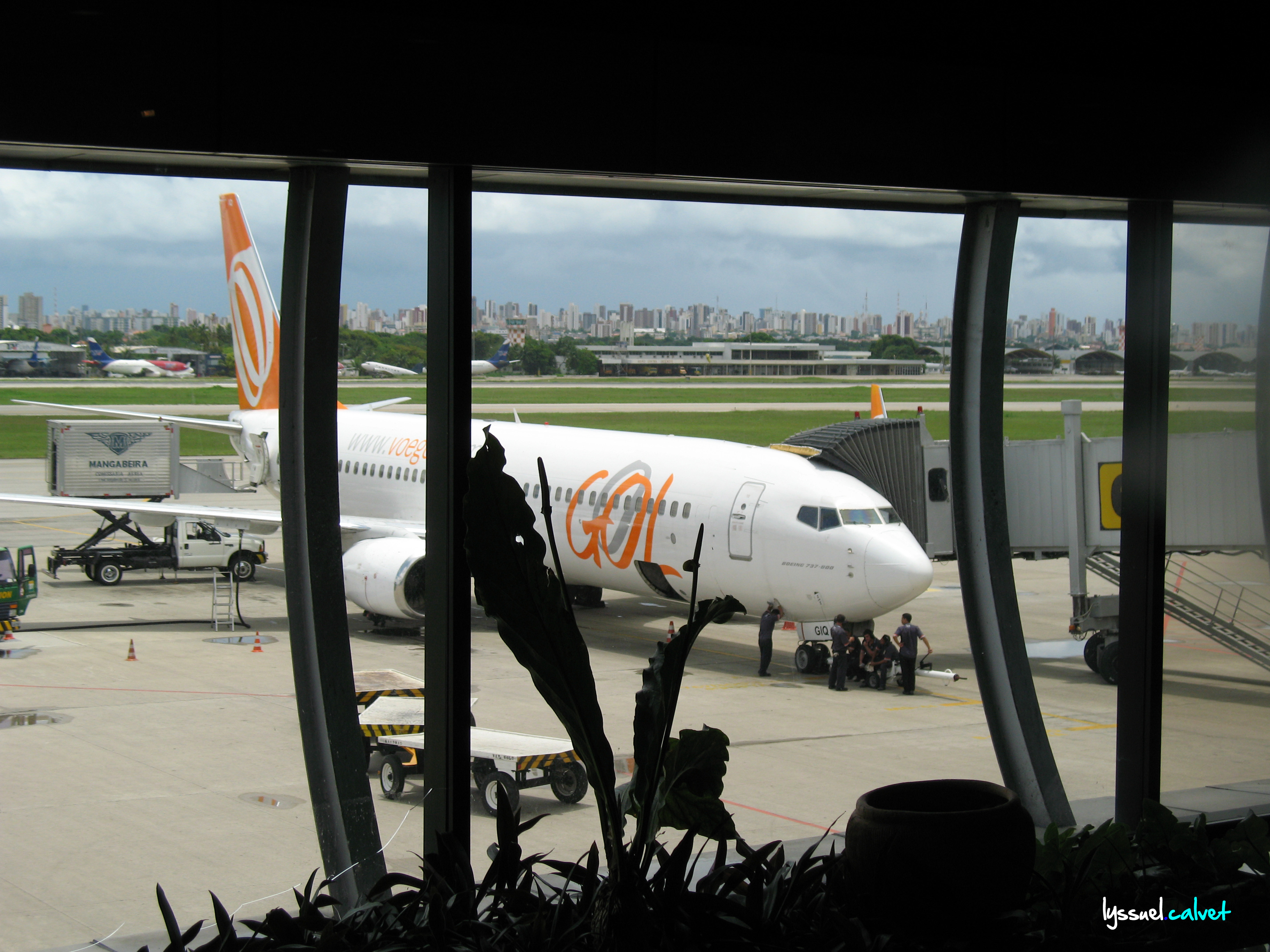
Hub Gol
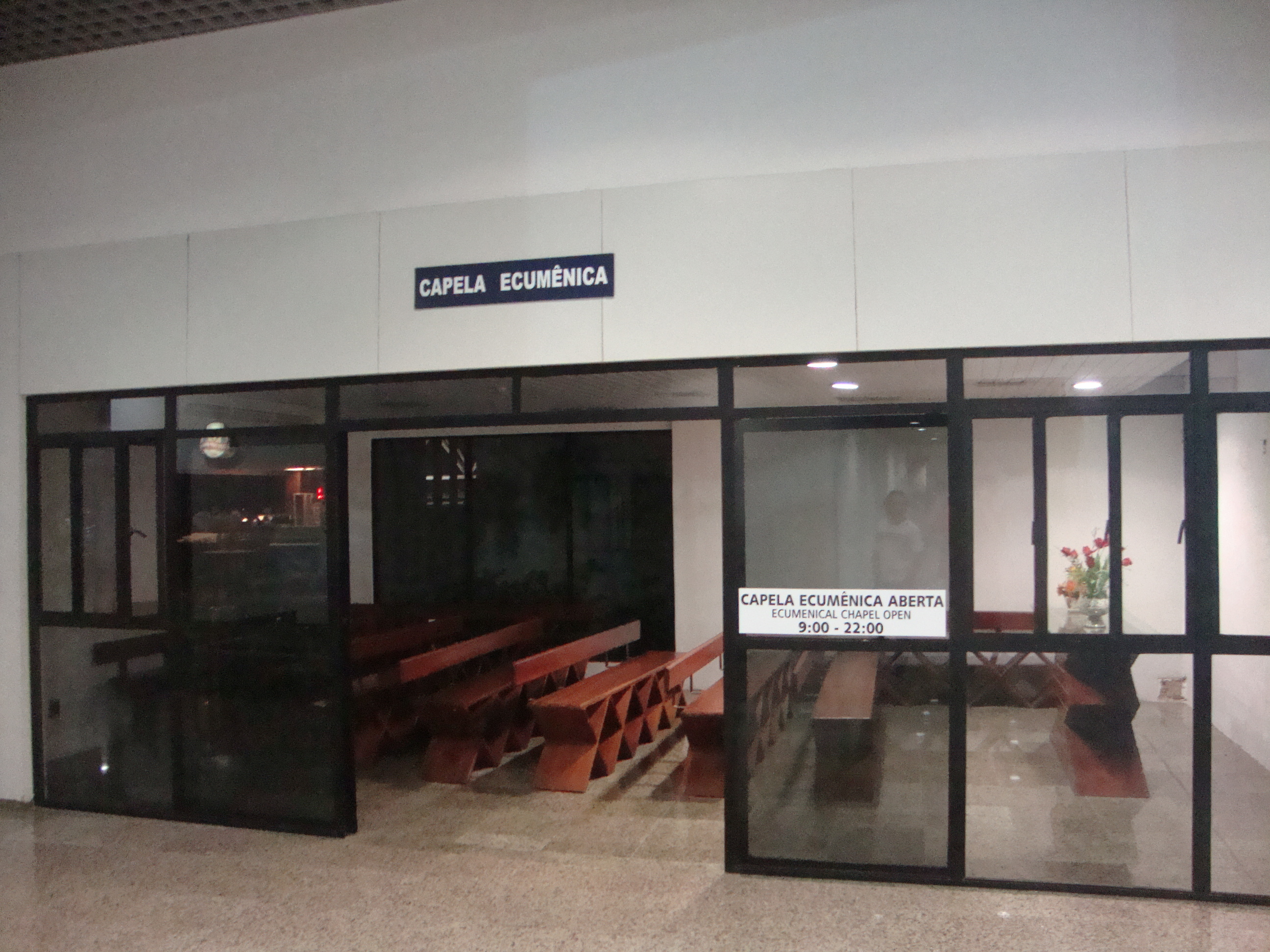
Chapelle œcuménique de l'aéroport de Fortaleza
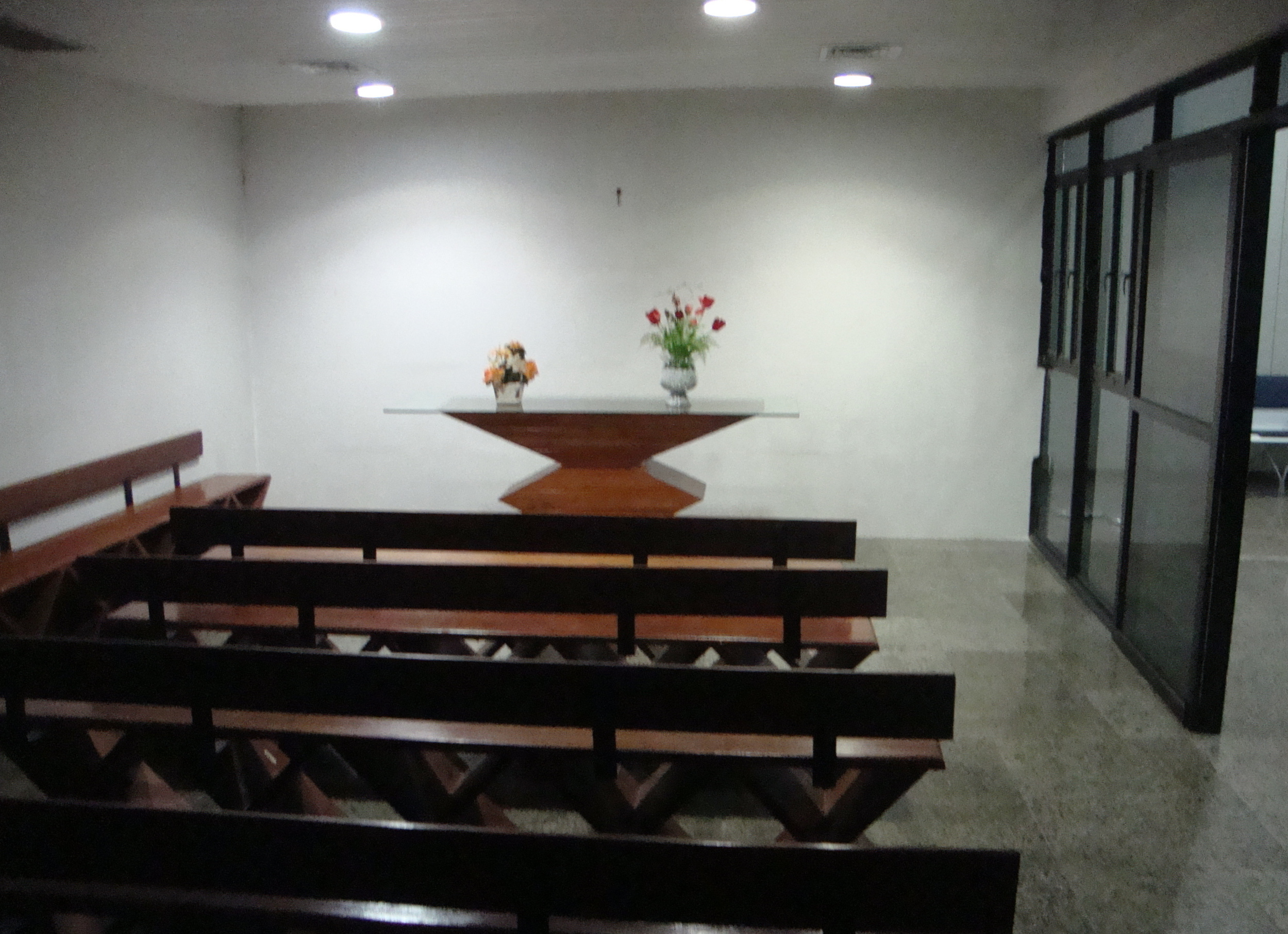
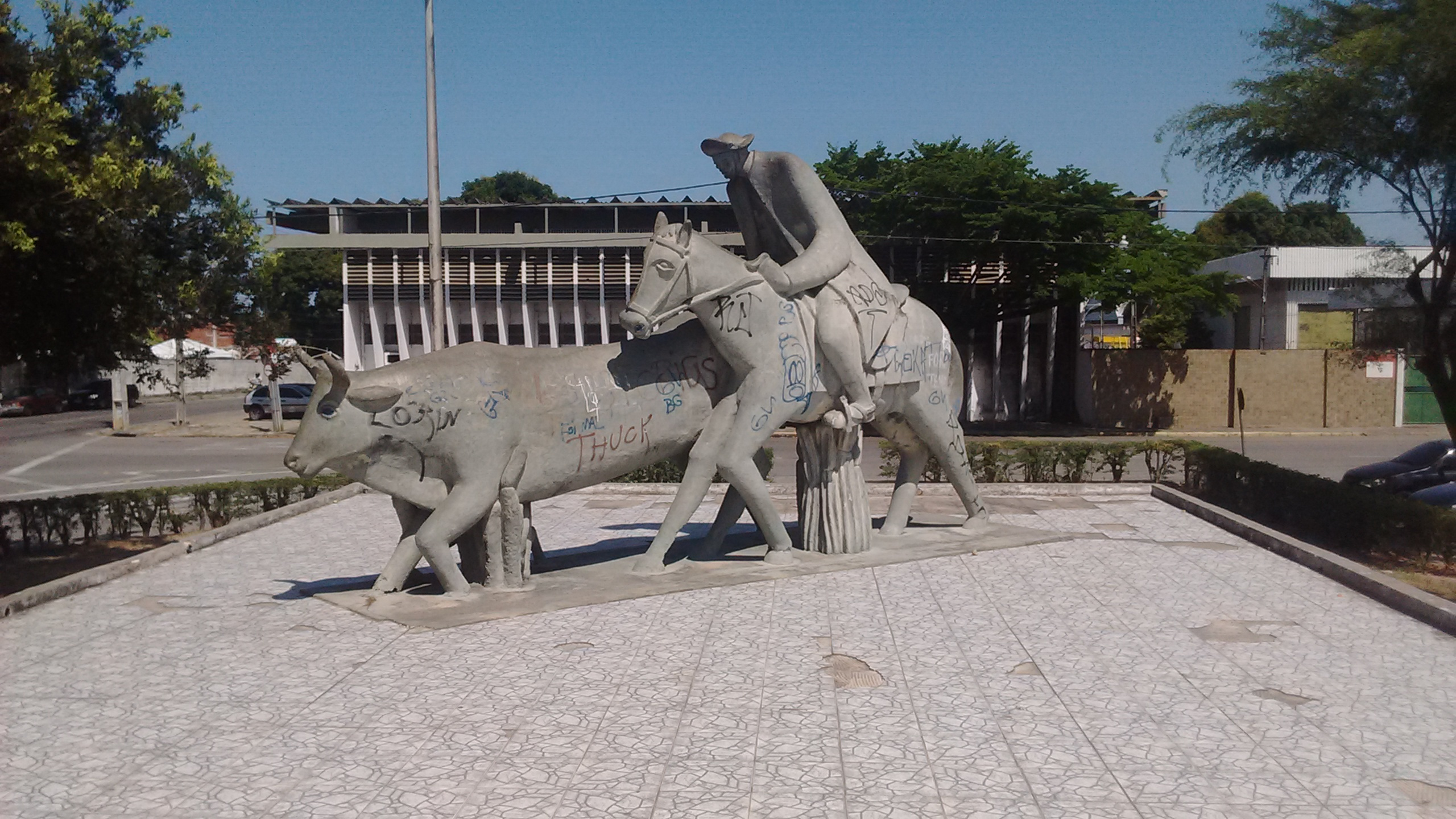
Il représente Vaquero del Sertão
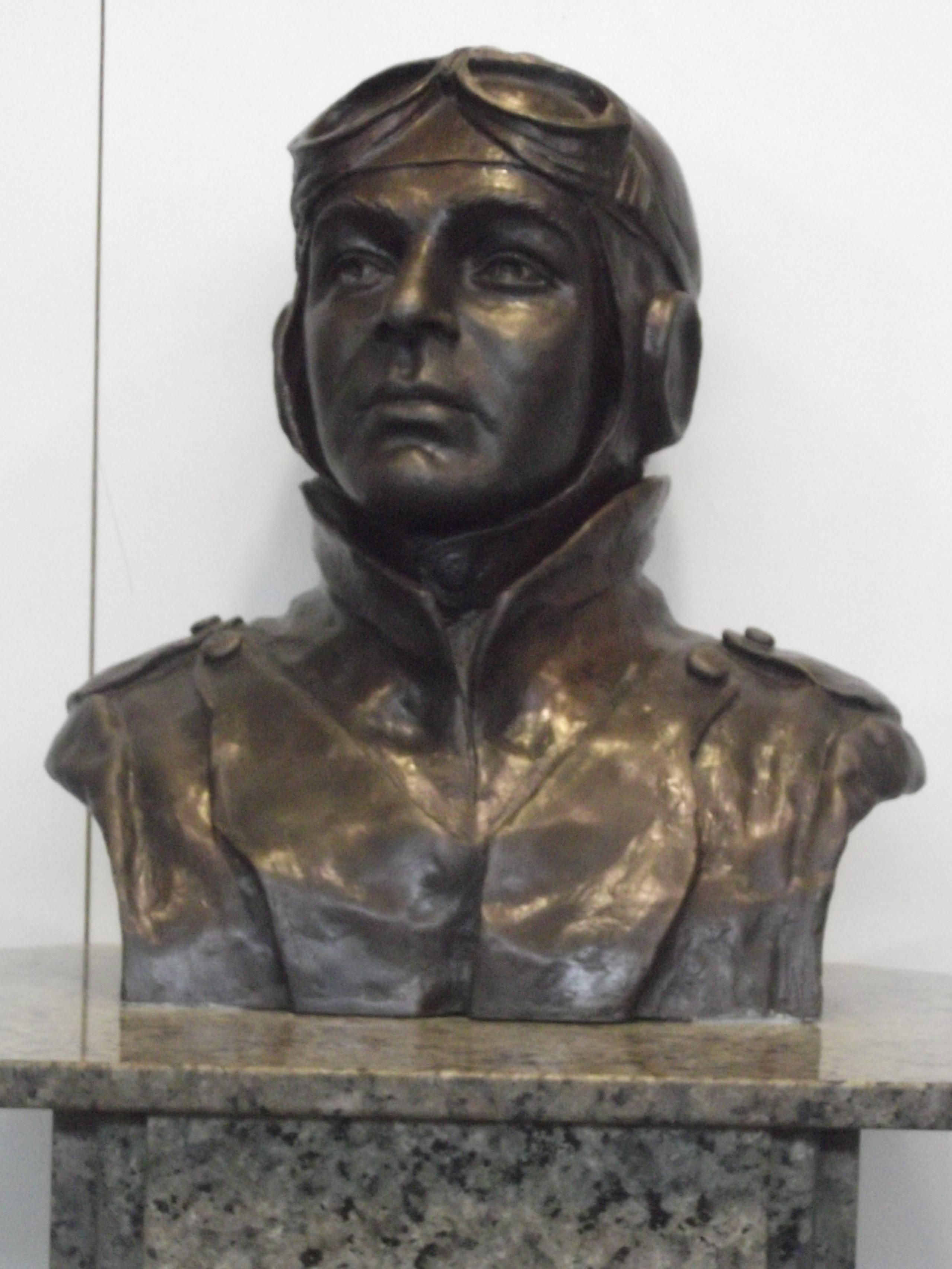
Euclides Pinto Martins 1892-1924
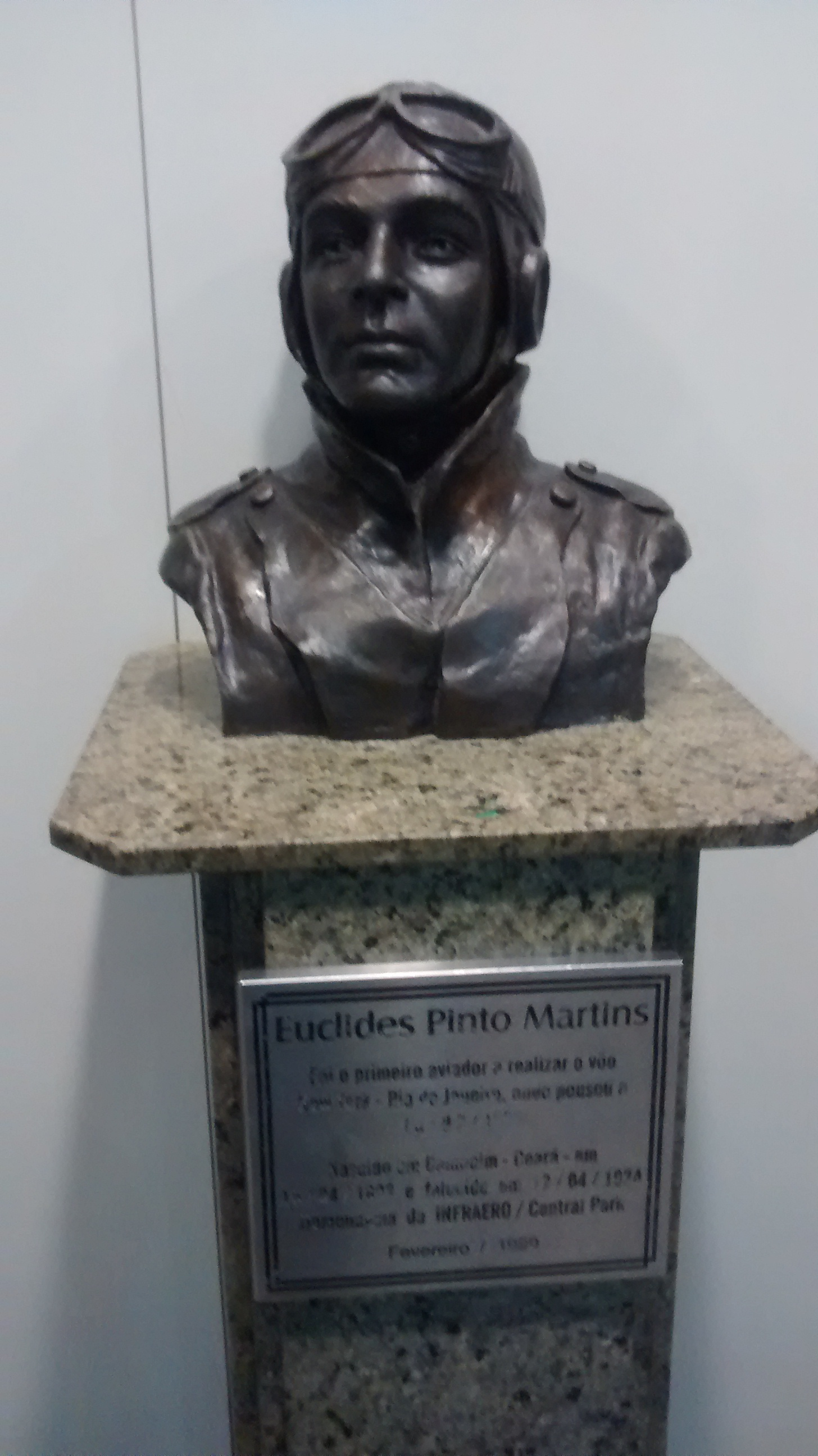
Euclides Pinto Martins